# Porta Erculea
Porta Erculea (lat. Porta Herculea) era una delle aperture stradali ricavate nella cinta muraria romana della città di Mediolanum, l'odierna Milano. Fu demolita durante l'assedio di Milano del 1162.

## Storia
Costruita durante il periodo imperiale dell'epoca romana, era ricavata nella cinta delle mura romane di Milano. Venne fatta erigere lungo il nuovo perimetro di mura, frutto dell'estensione della cinta muraria verso nord est, che venne realizzata dopo il 291 su volere dell'imperatore Massimiano in seguito alla crescita urbanistica e all'elevazione di Mediolanum a capitale dell'Impero romano d'Occidente.
Fu demolita, insieme alle relative mura e alle altre porte romane, durante l'assedio di Milano del 1162, che fu opera di Federico Barbarossa. Altre importanti azioni di guerra a cui partecipò la porta furono l'assedio di Milano del 402, l'assedio di Milano del 452 e l'assedio di Milano del 538-539.

## Descrizione
Porta Erculea sorgeva lungo il perimetro orientale delle mura. Nei pressi di Porta Erculea si trovavano le Terme Erculee. Considerando l'urbanistica della Milano odierna, Porta Erculea era situata dove ora è presente il moderno largo Augusto, nei pressi dell'odierno Verziere. Deriva il nome da Erculeo, soprannome dell'imperatore Massimiano.

## Mappa

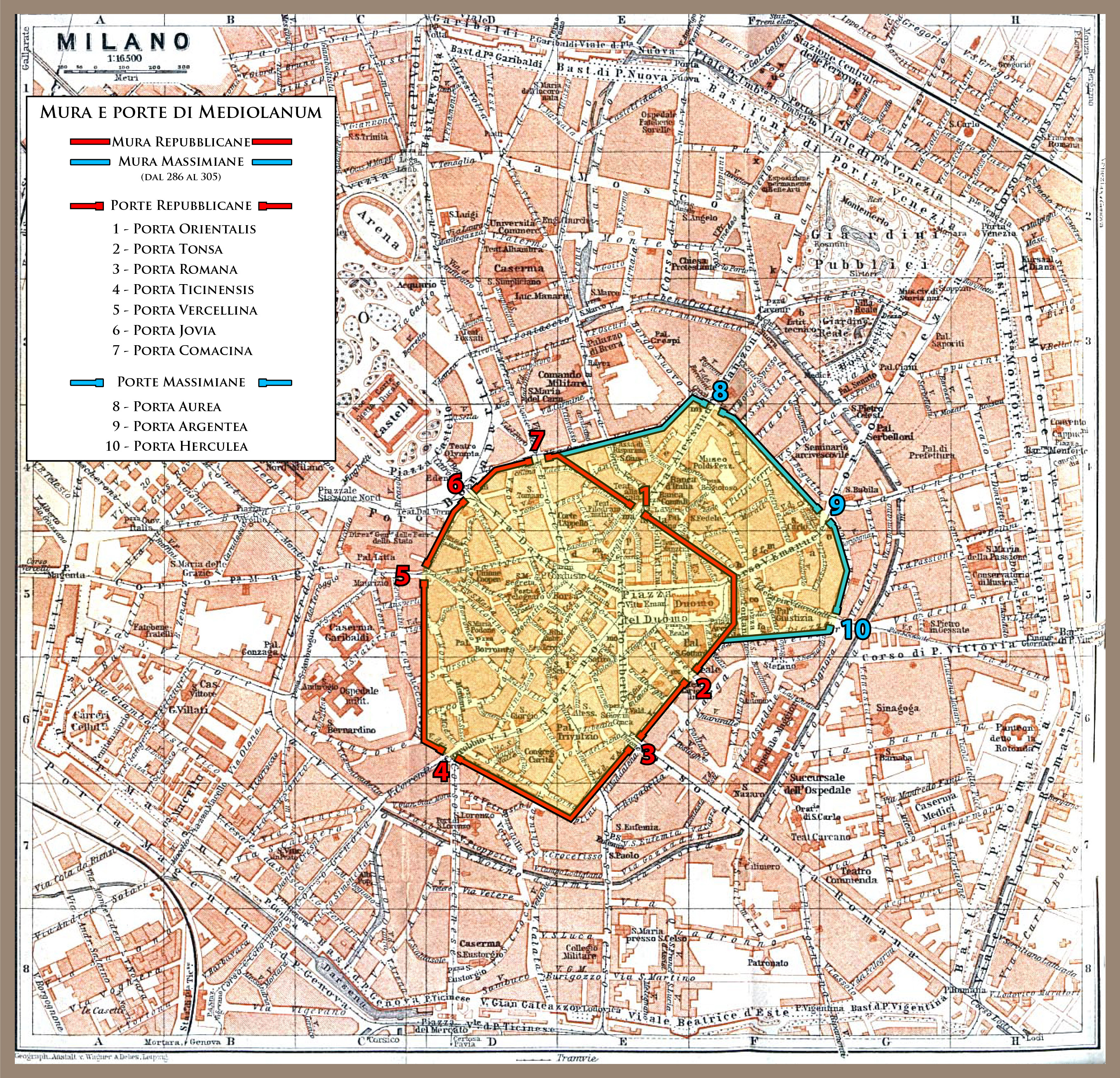
Il tracciato delle mura romane di Milano, con relative porte, riportato su una mappa moderna di Milano. In rosso il tracciato delle mura repubblicane, in azzurro quello della loro estensione realizzata in epoca massimiana